# Pointe-Noire (República del Congo)
Pointe-Noire (Punta Negra) es la segunda ciudad en población y centro comercial principal de la República del Congo. Desde el año 2004 constituye además uno de los doce departamentos en que se divide el país.

## Historia
En 1923, es elegido para ser el término del ferrocarril Congo-Océano (CFCO).

## Contexto geográfico
Con una población de 683.621 habitantes en 2006, está situada en la bahía de Pointe-Noire, en el Océano Atlántico.

## Demografía
La población del municipio de Pointe-Noire es de aproximadamente 1.100.000 habitantes, repartidos en seis comunas. La ciudad cuenta con una población del 48% menor de 20 años y un 33% de la población en paro. El idioma predominante es el kikongo, seguido por el francés.

## Economía local
La ciudad ha crecido como un puerto alrededor de la industria de petróleo (Elf Aquitaine) y también es importante su industria pesquera.

## Transportes
Posee un aeropuerto internacional y es término del ferrocarril Congo-Océano.

## Ciudades hermanadas
- El Havre, Francia
- Nueva Orleans, Estados Unidos